# بروس فولتون
بروس فولتون (بالإنجليزية: Bruce Fulton)‏ هو مترجم أمريكي، ولد في 1948.